# Earinus gloriatorius
Earinus gloriatorius är en stekelart som först beskrevs av Georg Wolfgang Franz Panzer 1809.  Earinus gloriatorius ingår i släktet Earinus och familjen bracksteklar. Arten är reproducerande i Sverige. Utöver nominatformen finns också underarten E. g. ruficoxis.